# The Jackson 5ive (série de animação)
The Jackson 5ive foi uma série de animação americana produzida pela Rankin/Bass e Motown Productions para ABC entre 1971 e 1972, a série era baseada no grupo musical The Jackson 5. Foi exibido no Brasil pela Rede Manchete e reexibido pela TV Diário em Fortaleza. A série animada musical estreou nos Estados Unidos em 11 de Setembro de 1971 e exibido pela última vez em 14 de Outubro de 1972, e foi retransmitida em syndication durante a temporada matinal de sábado de 1984-1985, durante um período em que Michael Jackson estava montando uma grande onda de popularidade como artista solo. A série foi animada principalmente em Londres nos estúdios de Halas e Batchelor, e algumas animações feitas nos Estúdios Moro (Barcelona - Espanha) e Topcraft (Japão). O diretor era o espanhol-americano Robert Balser.

## Visão Geral
Devido às altas demandas do grupo, os papéis de Jackie, Tito, Jermaine, Marlon e Michael foram interpretados por atores de voz, com registros das canções do grupo sendo usadas para as faixas musicais do show. O grupo fez alguma contribuição para o desenho animado na forma de fotografias reais de cada membro, transformando-se num desenho animado que foi mostrado na tela do título medley. Embora as cenas musicais da animação fossem principalmente animações, uma filmagem real em ocasião de um concerto ou videoclipe do Jackson 5 seria inserida na série de desenhos animados. Os Jackson 5 também contribuiu para o show posando para fotos antes da estréia do desenho animado, que foram usadas como pôsteres, clipes de jornais e comerciais do TV Guide anunciando a próxima série de TV.
Embora Berry Gordy não fornecesse a voz original (seu personagem era dublado por Paul Frees) nem anunciasse seu nome, seu personagem estava frequentemente envolvido como a "figura adulta" do grupo. A cantora de R&B/pop, Diana Ross, contribuiu para expressar sua versão ficcional no episódio de estréia. A premissa do show é que os Jackson Five teriam aventuras parecidas com Josie e as Gatinhas, Alvin e os Esquilos ou a Família Dó-Ré-Mi, com a única adição sendo que Berry Gordy, o gerente da banda no universo do show, criaria uma ideia de publicidade para a banda, como ter que fazer um trabalho na fazenda ou fazer um show para o presidente dos Estados Unidos. A série foi seguida por The Jacksons, um show de variedades de ação real, em 1976.

## Episódios
Tema de abertura: Medley I Want You Back/ ABC/ The Love You Save

### Primeira Temporada
| Número | Título Original           | Título em Português  | Músicas deste episódio                                            |
| ------ | ------------------------- | -------------------- | ----------------------------------------------------------------- |
| 1      | It All Started With...    | Tudo começou com...  | "ABC" Goin' Back to Indiana"                                      |
| 2      | Pinestock U.S.A.          | TBA                  | "I'll Be There" "The Young Folks"                                 |
| 3      | Drafted                   | 2, 4, 6 e 8          | "I Want You Back" "2-4-6-8"                                       |
| 4      | Mistaken Identity         | TBA                  | "I'll Bet You" "16 Candles"                                       |
| 5      | Bongo, Baby, Bongo        | Bongo, Baby, Bongo   | "My Little Baby" "It's Great To Be Here"                          |
| 6      | The Winners' Circle       | TBA                  | "The Love You Save" "How Funky Is Your Chicken?"                  |
| 7      | Cinder Jackson            | Cinderelo            | "Reach In" "Can I See You In The Morning?"                        |
| 8      | The Wizard of Soul        | TBA                  | "The Love I Saw In You Was Just A Mirage" "Oh How Happy"          |
| 9      | The Tiny Five             | O Menor dos Jacksons | "The Wall" "I Will Find A Way"                                    |
| 10     | The Groovatron            | O Robô               | "Maybe Tomorrow" "Nobody"                                         |
| 11     | Ray & Charles: Superstars | TBA                  | "(Come Round Here) I'm The One You Need" "(We've Got) Blue Skies" |
| 12     | Farmer Jacksons           | Jacksons Fazendeiros | "My Cherie Amour" "Honey Chile"                                   |
| 13     | Jackson Island            | Jacksons na Ilha     | "Ready or Not (Here I Come)" "La La Means I Love You"             |
| 14     | The Michael Look          | TBA                  | "Darling Dear" "I Don't Know Why I Love You"                      |
| 15     | Jackson Street, U.S.A.    | A Rua Jackson        | "Petals" "She's Good"                                             |
| 16     | Rasho-Jackson             | TBA                  | "One More Chance" "I Found That Girl"                             |
| 17     | A Rare Pearl              | A Pérola Rara        | "Never Can Say Goodbye" "Mama's Pearl"                            |

### Segunda Temporada (The New Jackson 5ive Show)
| Número | Título Original           | Título em Português            | Músicas deste episódio                                                   |
| ------ | ------------------------- | ------------------------------ | ------------------------------------------------------------------------ |
| 1/18   | Who's Hoozis?             | Quem é Hoozis?                 | "Rockin' Robin" "Wings Of My Love"                                       |
| 2/19   | Michael White             | Príncipe Michael               | "Sugar Daddy" "I Wanna Be Where You Are"                                 |
| 3/20   | Groove to the Chief       | Michael Governador             | "I'm So Happy" "In Our Small Way"                                        |
| 4/21   | Michael in Wonderland     | Michael no País das Maravilhas | "Got to Be There" "Maria (You We're the Only One)"                       |
| 5/22   | Jackson and the Beanstalk | Jacksons e o Pé de Feijão      | "Love Is Here (And Now You're Gone)" "Girl Don't Take Your Love From Me" |
| 6/23   | The Opening Act           | O Primeiro Ato                 | "Little Bitty Pretty One" "If I Have to Move a Mountain"                 |

## No Brasil
Foi exibido no Brasil em 1983 pela Rede Manchete e em 1994 pela TV Gazeta, e em 2018 e 2019 foram reexibidos alguns dos episódios de forma aleatória pela TV Diário em Fortaleza.

### Vozes
- Em inglês os músicos forneceram as vozes dos personagens baseados neles

- Michael Jackson: Antonieta Matos
- Marlon Jackson: Henrique Ogalla
- Jermaine Jackson: Carlos Marques
- Tito Jackson: Paulo Pinheiro
- Jackie Jackson: Domício Costa